# 토니 커런티

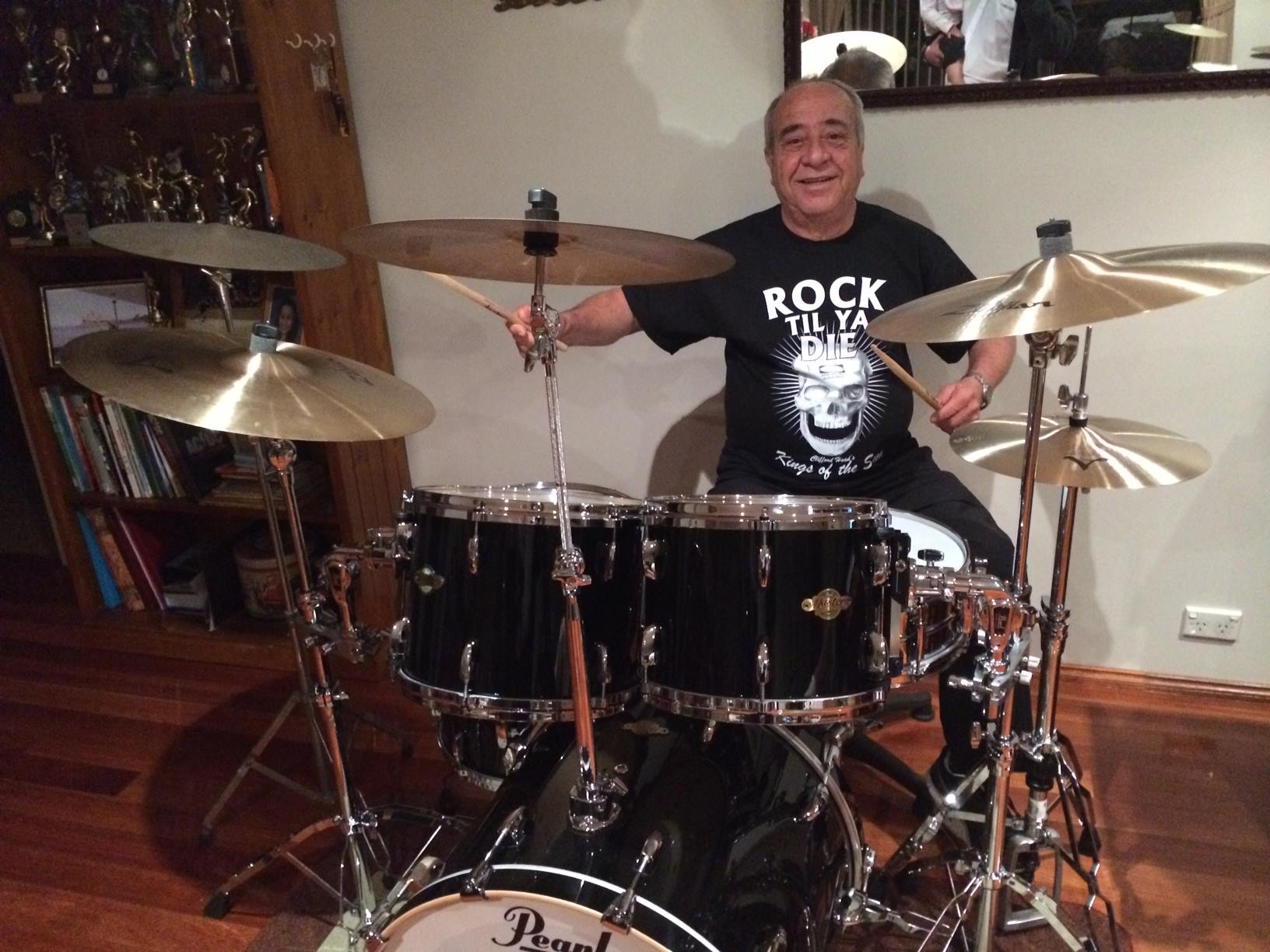

토니 커런티(Tony Currenti)는 이탈리아계 오스트레일리아인의 드러머로, 하드 록 밴드 AC/DC의 1975년 데뷔 앨범 High Voltage 녹음시, 세션 드러머로 참여한 것으로 알려져있다. 당시 밴드의 드러머는 피터 클라크이었지만, 드럼 파트의 대부분은 커런티가 녹음했다. 또한 그는 The 69'ers의 일원이기도 하다.